# 高野利也
高野利也（たかの としや、1935年2月4日- ）は、日本の医師・医学者、慶応義塾大学名誉教授。

## 略歴
東京生まれ。1960年慶応義塾大学医学部卒業。1967年医学博士。マサチューセッツ工科大学に招かれ、のち米国NIHに移る。1974年慶大医学部教授。2001年定年、名誉教授となる。北里賞、三越医学賞受賞。

## 著書
- 『がんウイルス』講談社 1976
- 『発癌遺伝子 この内なる悪魔』講談社 1984
- 『ガン遺伝子を追う』1986 岩波新書
- 『がん最前線』集英社 1993　のち文庫
- 『微生物 感染と病気のポイント 講義ノート』南山堂 2000
- 『メタボリック症候群 どう克服するのか』岩波書店 (シリーズ健康と食を問い直す生物学)2007

### 共著編
- 『ウイルス学 医学にとってウイルスとは何か』渡辺格共編 講談社 1980
- 『遺伝子工学入門 組換えDNA実験は何を明らかにしたか』編 南山堂 1985

### 翻訳
- ジョン・トレハン『ガラパゴスの怪奇な事件』晶文社 1991
- 米国国立保健研究所・老化医学研究所『50歳からの健康エクササイズ 体操・運動・安全・栄養』岩波書店 2001
- フィリップ・R.レイリー『リンカーンのDNAと遺伝学の冒険』岩波書店 2003
- ニコラス・ウェイド『医療革命 ゲノム解読は何をもたらすのか』岩波書店 2004
- フィリップ・R.レイリー『病気を起こす遺伝子』東京化学同人 2007

## 論文
- <高野利也